# Publications of the Astronomical Society of Japan
Publications of the Astronomical Society of Japan (abreviada como Publ. Astron. Soc. Jpn. o PASJ, «Publicaciones de la Sociedad Astronómica de Japón» en inglés), es una revista científica revisada por pares especializada en astronomía y astrofísica, creada en 1949 por la Sociedad Astronómica de Japón. Desde su creación hasta 1985, su periodicidad fue trimestral, pero pasó a ser bimestral a partir de 1986. Desde su creación, se ha editado un número por año en cuatro y posteriormente en seis volúmenes. La revista está referenciada por la base de datos bibliométrica Astrophysics Data System (ADS).
Según Journal Citation Reports, el factor de impacto de esta revista fue de 5,022 en 2009. En la actualidad,[actualizar] la dirección de publicación está a cargo de T. Shigeyama.